# 教士的公民组织法

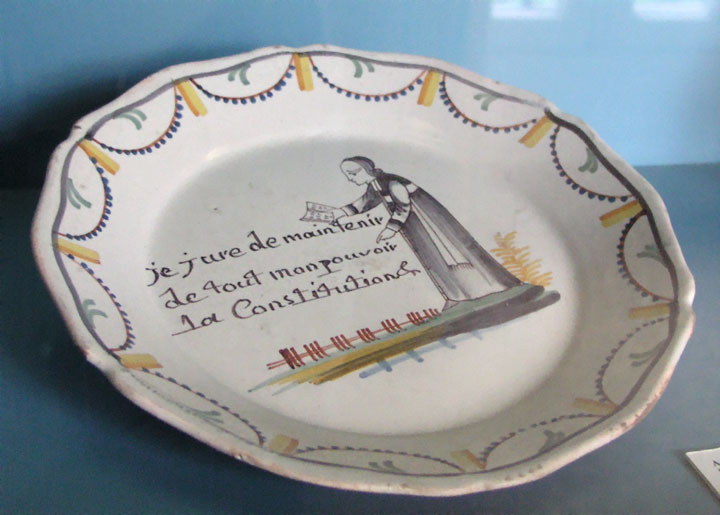
1790年的纪念碟，一个教区牧师正对组织法案起誓。

教士的公民组织法（法語：Constitution civile du clergé）是法国大革命时期通过的一项针对法国教士尤其是天主教教士的法案。它在1790年7月12日通过，根据此法，法国国内的所有天主堂都隶属于法国政府。
通常这部法律被视为将教会土地充公或禁止修会圣愿，尽管这个工作实际上在之前的立法中已经完成。